# Candyman (chanson)
Cet article concerne la chanson de Christina Aguilera. Pour le film de Bernard Rose, voir Candyman.
Singles de Christina Aguilera
Hurt Oh Mother
Candyman est le titre de plusieurs chansons d'origine américaine
- Chanson de blues traditionnel, écrite par le chanteur Mississippi John Hurt en 1928.
- Chanson dans le style retro-jazz, écrite par Christina Aguilera en 2007